# Jacintho Maria de Godoy
Jacintho Maria de Godoy (Mariana, MG, 24 de novembro de 1904 - Caxias do Sul, RS, 29 de novembro de 1975) foi um farmacêutico químico e militar brasileiro, e foi presidente da Academia Caxiense de Letras.

## Biografia
Formado na Faculdade de Farmácia de Ouro Preto, a pioneira no Brasil, onde seu pai, Jacintho Bruno de Godoy, era catedrático. Sua mãe, Carolina Novaes de Godoy, ensinou-lhe as primeiras letras e lhe incutiu o amor pela língua francesa.
Ingressando, por concurso, no Corpo de Saúde do Exército Brasileiro, chegou como Tenente a Caxias do Sul, onde serviu no então 9o. BC de 1932 a 1943. Nesse período, integrou-se profundamente na comunidade caxiense, atuando na Liga da Defesa Nacional e participando nas atividades sociais e desportivas - no tênis - do Recreio da Juventude e do Clube Juvenil. Nessa passagem fundou o primeiro Laboratório de Análises Clínicas da região e, também, a Farmácia Confiança.
Transferido para Porto Alegre onde passou, novamente por concurso, ao Magistério Militar, encerrou sua carreira no Exército Brasileiro no posto de General, em 1956.
Elegendo Caxias do Sul para uma nova etapa de vida retomou, com grande vigor, sua participação na vida comunitária.
De 1956 a 1975, quando faleceu em 29 de novembro, desenvolveu as mais diversas atividades: retomou as lides profissionais nas análises clínicas, empreendeu como industrial, lecionou, apoiou iniciativas comunitárias, integrou os círculos culturais e viveu intensamente a política local.
Como farmacêutico, associou-se à fundação do Laboratório Fleming e da Central de Automação de Análises Clínicas (pioneira na região);
Como intelectual, integrou a Academia Caxiense de Letras, participou da Aliança Francesa e do Instituto Cultural Brasileiro-Norte-Americano e lecionou inglês, francês e esperanto;
Apoiou as mais diversas iniciativas, inclusive a instalação da escola da Campanha Nacional de Educandários Gratuitos e, na política, ingressou no Partido Libertador, chegando à Presidência do Diretório Municipal e se elegendo Vereador (1962-1964), chegando também à Presidência da Câmara Municipal. Fundou e presidiu a ARENA em Caxias, até sua renúncia, em protesto contra a cassação injustificada de mandatos de deputados estaduais.
Como industrial, fundou e dirigiu a Indústria Farmacêutica BASA, levando-a à liderança do mercado de soluções parenterais (soros de hospital) em toda a Região Sul do Brasil, com importante participação também no Uruguai.
Por lei municipal, foi homenageado com o nome de uma rua da cidade de Caxias do Sul, localizada no Bairro Colina Sorriso. O SESI - Departamento Regional do Rio Grande do Sul deu o seu nome ao seu Centro Esportivo, situado no Bairro Interlagos, em Caxias do Sul - RS. 
Casado com D. Helena Lima de Godoy, teve com ela quatro filhos: Kleber, Therezinha, Dagoberto e Ronaldo.